# Parva (Antioquia)

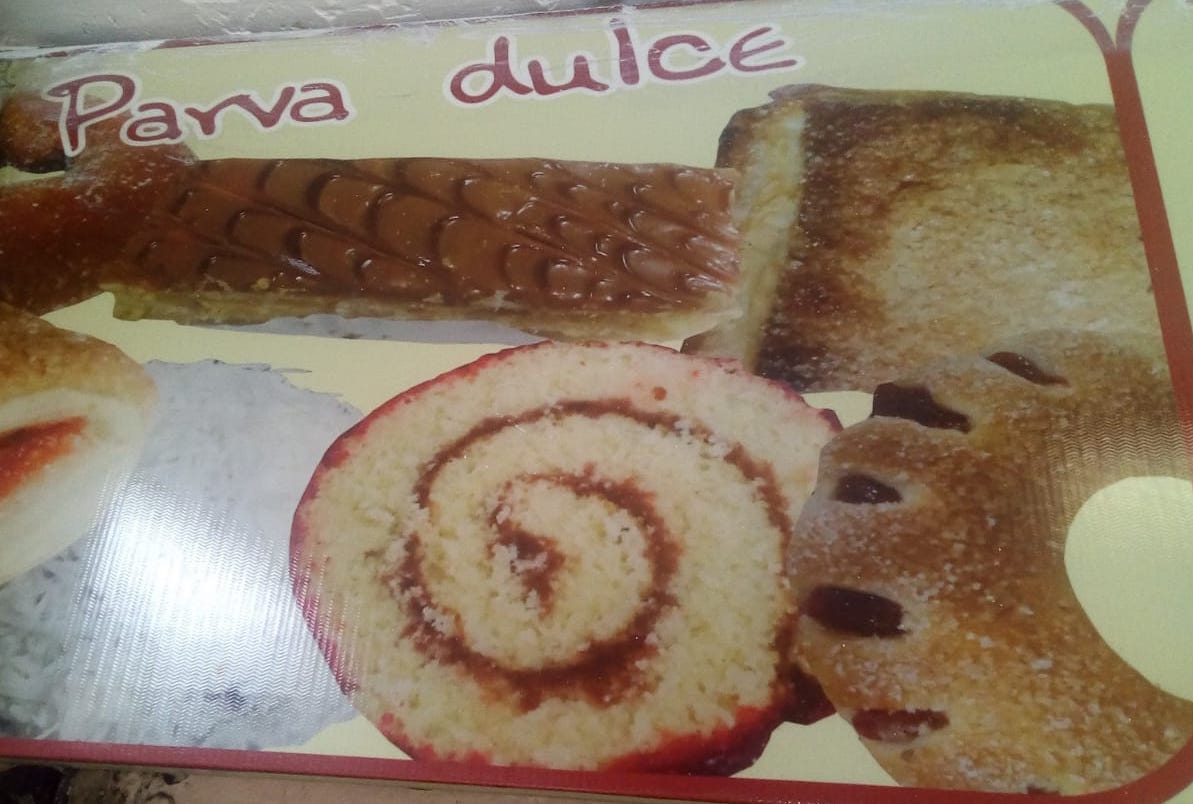
Parva dulce - el "rollo"

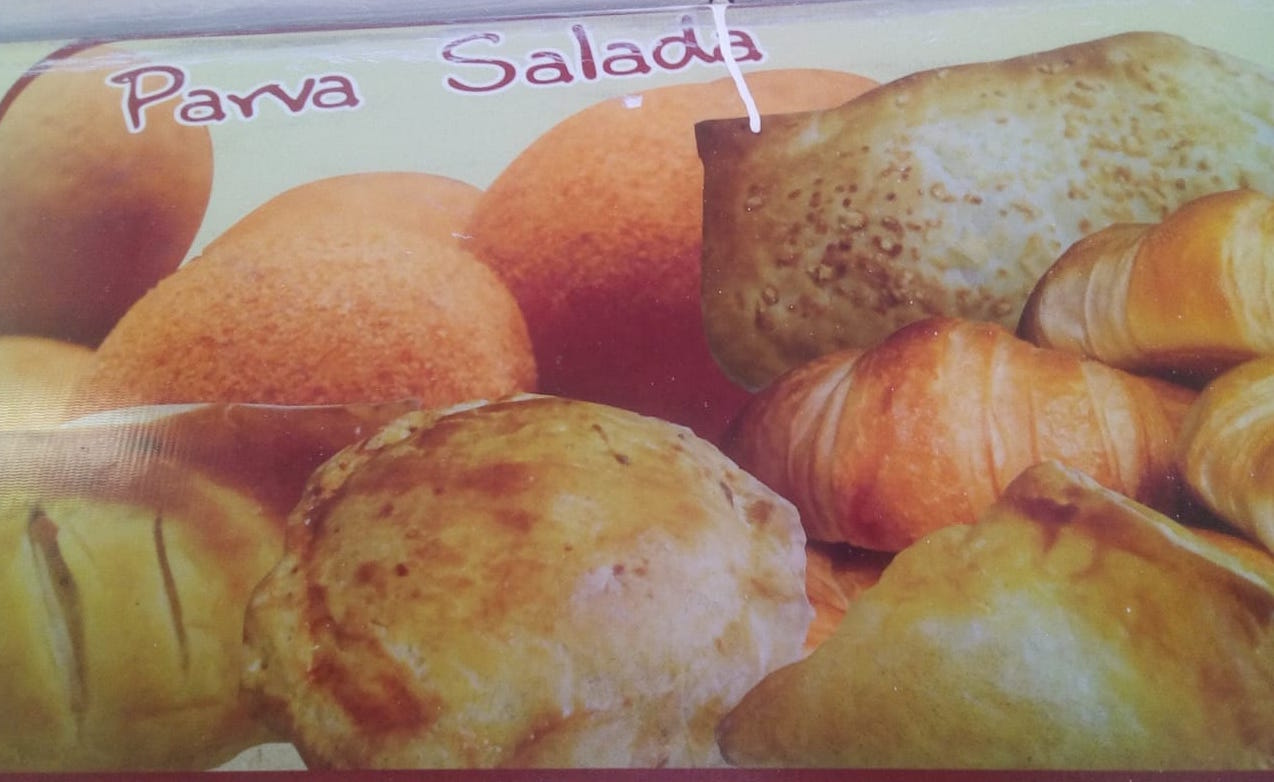
Parva salada

Parva en la región paisa se le denomina a una amplia variedad de piezas de panadería y hojaldre,  generalmente de tamaño pequeño, que se utilizan como refrigerios rápidos, y son tanto de sabor dulce como salado. Como ejemplos figuran el pandequeso, los pasteles de hojaldre, el bizcocho, el pandeyuca, los buñuelos y el pan, de naturaleza salada, y otras dulces como el merengue, el rollo y el pandero, que de todos modos han sido elaboradas con técnicas culinarias por lo general de horneado.
Esta denominación para esta clase de alimentos se origina en el vocablo pareve del hebreo, voz que denota aquellos alimentos que no son ni cárnicos, ni lácteos o sea, neutros. Este término es usado de igual manera en Argentina y en las regiones latinoamericanas pobladas por sefarditas desde su salida de España en 1492, o sea es la connotación en judeoespañol o ladino. Realmente se denomina así a galletas y porciones de harinas frescas hechas en la tarde de manera rápida con harina, como las hojuelas y empanadas dulces. Con la distribución de productos de otras regiones se denomina hoy en día a otros productos como los arriba mencionados que no son originarios de la región colombiana paisa. En otras regiones no se emplea este término, aunque va haciéndose más conocido nacionalmente.
El horario más utilizado para el consumo de la parva es en la tarde, en el algo, preferiblemente entre las 16:00 (4:00 p. m.) y las 17:00 (5:00 p. m.); pero se consume también por la mañana, después del desayuno y antes del almuerzo, una merienda llamada la media mañana entre las 10:00 y las 11:00 a. m., y en horarios nocturnos cuando se la llama merienda entre las 20:00 y las 22:00 horas (8-10 p. m.).